# To Spring
To Spring est un court métrage d'animation américain, en couleurs, de la série des Happy Harmonies, réalisé par William Hanna, sorti le 4 juin 1936.

## Fiche technique
- Titre : To Spring
- Série : Happy Harmonies
- Réalisateur : William Hanna
- Producteur : Hugh Harman, Rudolf Ising
- Production : Harman-Ising Studio
- Distributeur : Metro-Goldwyn-Mayer
- Date de sortie[1] : 4 juin 1936
- Format d'image : Couleur (Technicolor)
- Son : Mono (RCA Sound System[1])
- Musique originale : Scott Bradley
- Durée : 9 min 10
- Langue : (en)
- Pays :  États-Unis